# Hadsereg

A NATO térképészeti jelzése a baráti hadseregre

A hadsereg tágabb értelemben az államok, szervezetek által, saját érdekérvényesítés támogatására létrehozott fegyveres erő összefoglaló neve. A 20. századi és mai szűkebb értelmű használatában a hadsereg a fegyveres erők, általában a szárazföldi csapatok  (szárazföldi haderőnem) egy részének az összefoglaló neve („tábori hadsereg”). Hadseregnek nevezik ugyanakkor a fegyveres erőkön belüli egyes hadműveleti seregtesteket is, amelyeket több különböző fegyvernemű magasabb egységből hoznak létre, hadműveleti célok elérése, hadászati feladatok támogatása érdekében (például Magyar 2. hadsereg).

## A mai hadseregek
Haderőnemek:
- szárazföldi csapatok;
- légierő;
- haditengerészet;

továbbá:
- tengerészgyalogság (önálló haderőnem például az USA-ban);
- honi légvédelmi csapatok (önálló haderőnem például a szovjet/orosz befolyási övezetben);
- hadászati csapásmérő csapatok (önálló haderőnem például a szovjet/orosz befolyási övezetben);

Magyarország fegyveres erői két haderőnemből állnak: szárazföldi csapatok, légierő.
Fegyvernemek:
Haderőnem része, amely a csak rá jellemző harceszközökkel ellátott alegységből, egységből és magasabb egységből áll:
- gépkocsizó lövész;
- gépesített lövész;
- harckocsizó;
- tüzér;
- légvédelmi tüzér;
- légidesszant;
- hadtáp;
- mérnök-műszaki;
- vadászrepülő;
- hadászati bombázó;
- harcászati rakéta tüzér;
- hadászati rakéta;
- tengeralattjáró flotta;
- haditengerészeti repülő;
- felderítő;
- híradó;

stb.

## Típusai
- Reguláris (szervezett hadsereg/haderő)

Olyan hadsereg (vagy annak részegysége), amely szervezett, több haderőnemet is magukban foglalnak.
Megkülönböztetünk hivatásos, szerződéses vagy zsoldos, önkéntes, illetve sorozott katonákból álló hadsereget.
- Irreguláris fegyveres erők (önszerveződő)

Partizánok, ellenállók, helyi szerveződésű, általában csak szárazföldi haderő fegyverzetével (azon belül is könnyű fegyverzettel) rendelkező haderő.
Helyi védelmi, illetve megszállás esetén a megszálló erők lekötésének eszköze (lásd: második világháború).

## Külső hivatkozások
- Katonadalok szövegei a Zeneszöveg.hu-n